# 金德拉特基
50°4′58″N 26°55′41″E / 50.08278°N 26.92806°E
金德拉特基（烏克蘭語：Кіндратки），是烏克蘭西部的村莊，隸屬赫梅利尼茨基州的舍佩蒂夫卡區。該村始建於1772年，面積1.13平方公里，海拔高度253米，2001年人口176，人口密度每平方公里156.4人。